# Alcir Portella
Alcir Pinto Portella (Rio de Janeiro, 9 de maio de 1944 — Rio de Janeiro, 29 de agosto de 2008) foi um ex-futebolista e treinador de futebol brasileiro. Atuou como volante e foi ídolo no Club de Regatas Vasco da Gama.

## Carreira
O médio-volante iniciou nos juvenis do Gigante da Colina, passou para os aspirantes e defendeu, durante anos, o pavilhão vascaíno pelos profissionais.   
O primeiro jogo de Alcir pelo profissional foi em 13 de agosto de 1964, na partida Vasco 3x0 Porto/POR (Amistoso Internacional). O último jogo do ídolo com a camisa cuzmaltina ocorreu no dia 20 de dezembro de 1975, Vasco 1x2 Combinado da FUGAP/RJ (Amistoso Estadual). Pelo time principal do Vasco da Gama atuou em 511 jogos no período entre 1964 e 1975, marcou 36 gols. Além de capitão do time campeão nacional em 1974, integrou a equipe que venceu o Campeonato Carioca de 1970. E jamais foi expulso de campo.
O ex-cabeça-de-área era um dos ídolos do Vasco, em que trabalhou também como auxiliar técnico e treinador.
Alcir ganhou quatro títulos brasileiros pelo Vasco: em 1974 como jogador (era o capitão) e em 1989, 1997 e 2000 como auxiliar técnico. Segundo o site oficial do clube, "é a única pessoa a ter participado de todos os títulos nacionais vascaínos".
Em 1974, ganhou o Prêmio Belfort Duarte, que homenageava o jogador de futebol profissional que passasse dez anos sem sofrer uma expulsão, tendo jogado pelo menos 200 partidas nacionais ou internacionais.

## Treinador
Pelo Vasco, sucedeu Joel Santana, que saiu do time após o Carioca de 1993. Dirigindo o clube no segundo semestre daquele ano, foi campeão da Copa Rio (final contra o Flamengo) e do Torneio João Havelange (semi contra o Palmeiras e final contra o Mogi Mirim).

## Títulos

### Como jogador
Vasco da Gama
- Campeonato Brasileiro: 1974
- Campeonato Carioca: 1970
- Torneio Rio-São Paulo: 1966
- Taça Guanabara: 1965
- Torneio Internacional do Quarto Centenário do Rio: 1965
- Torneio Cidade de Belém: 1964
- Troféu Cinquentenário da Federação Pernambucana: 1965

### Como treinador
Vasco da Gama
- Troféu Ramón de Carranza: 1989
- Torneio João Havelange: 1993
- Copa Rio Estadual: 1993
- Troféu Cidade de Barcelona: 1993
- Troféu Cidade de Zaragoza: 1993

### Como Auxiliar-Técnico
Vasco da Gama
- Campeonato Carioca: 1992, 1993, 1994, 1998 e 2003
- Campeonato Brasileiro: 1989, 1997 e 2000
- Copa Libertadores da América: 1998
- Torneio Rio-São Paulo: 1999
- Copa Mercosul: 2000

## Morte
O ex-jogador morreu na noite de 29 de agosto de 2008, devido a falência múltipla dos órgãos, aos 64 anos, morreu em casa, no Leme. Alcir lutava há oito anos contra um câncer de próstata.
Durante o velório, o caixão foi coberto pelas bandeiras do Vasco da Gama e do Bonsucesso Futebol Clube, equipe na qual ele começou sua carreira como jogador, e da Imperatriz Leopoldinense, escola de samba carioca onde foi diretor de Harmonia por mais de 25 anos.